# Wahlkreis Sesto Fiorentino (Camera dei deputati)
Der Wahlkreis Sesto Fiorentino war von 1993 bis 2005 und von 2017 bis 2020 ein Wahlkreis (italienisch collegio elettorale) für die Wahl der Abgeordnetenkammer.

## Von 1993 bis 2005

### Wahlkreisgebiet
| Wahlkreise – Camera dei deputati – Toskana | Wahlkreise – Camera dei deputati – Toskana | Wahlkreise – Camera dei deputati – Toskana |
| Provinz                                    | Provinz                                    | Gemeinden nach Provinzen ⮞ Wahlkreis |
| ------------------------------------------ | ------------------------------------------ | --- |
|                                            | Provinz Arezzo (39 Gemeinden)              | 11 ⮞ Wahlkreis Arezzo 21 ⮞ Wahlkreis Montevarchi 7 ⮞ Wahlkreis Cortona |
|                                            | Provinz Florenz (44 Gemeinden)             | Teil von Florenz ⮞ Wahlkreis Florenz 1 Teil von Florenz ⮞ Wahlkreis Florenz 2 Teil von Florenz ⮞ Wahlkreis Florenz 3 14 + Teil von Florenz ⮞ Wahlkreis Florenz – Pontassieve 10 ⮞ Wahlkreis Bagno a Ripoli 8 ⮞ Wahlkreis Empoli 6 ⮞ Wahlkreis Scandicci 5 ⮞ Wahlkreis Sesto Fiorentino |
|                                            | Provinz Grosseto (28 Gemeinden)            | 10 ⮞ Wahlkreis Grosseto 17 ⮞ Wahlkreis Massa Marittima 1 ⮞ Wahlkreis Piombino |
|                                            | Provinz Livorno (20 Gemeinden)             | 1 + Teil von Livorno ⮞ Wahlkreis Livorno – Collesalvetti 2 + Teil von Livorno ⮞ Wahlkreis Livorno – Rosignano Marittimo 16 ⮞ Wahlkreis Piombino |
|                                            | Provinz Lucca (35 Gemeinden)               | 3 ⮞ Wahlkreis Lucca 26 ⮞ Wahlkreis Capannori 4 ⮞ Wahlkreis Viareggio 2 ⮞ Wahlkreis Massa |
|                                            | Provinz Massa-Carrara (17 Gemeinden)       | 2 ⮞ Wahlkreis Massa 15 ⮞ Wahlkreis Carrara |
|                                            | Provinz Pisa (39 Gemeinden)                | 3 ⮞ Wahlkreis Pisa 10 ⮞ Wahlkreis Cascina 25 ⮞ Wahlkreis Pontedera 1 ⮞ Wahlkreis Viareggio |
|                                            | Provinz Pistoia (22 Gemeinden)             | 8 ⮞ Wahlkreis Pistoia 12 ⮞ Wahlkreis Montecatini Terme 2 ⮞ Wahlkreis Prato – Montemurlo |
|                                            | Provinz Prato (7 Gemeinden)                | 2 + Teil von Prato ⮞ Wahlkreis Prato – Carmignano 4 + Teil von Prato ⮞ Wahlkreis Prato – Montemurlo |
|                                            | Provinz Siena (36 Gemeinden)               | 11 ⮞ Wahlkreis Siena 11 ⮞ Wahlkreis Cortona 14 ⮞ Wahlkreis Massa Marittima |

Der Wahlkreis umfasste 5 Gemeinden: Barberino di Mugello, Calenzano, Campi Bisenzio, Sesto Fiorentino und Vaglia.

### Wahlergebnisse

#### Parlamentswahl 1994

##### Direktstimmen
| Kandidaten               | Kandidaten               | Parteien                           | Stimmen | %    |
| ------------------------ | ------------------------ | ---------------------------------- | ------- | ---- |
|                          | Giuseppe Arlacchigewählt | Progressisti                       | 50.211  | 62,0 |
|                          | Denis Verdini            | Patto per l’Italia                 | 13.450  | 16,6 |
|                          | Giampietro Ramponi       | Alleanza Nazionale                 | 12.020  | 14,8 |
|                          | Sergio Gatteschi         | Lista Marco Pannella – Riformatori | 5.320   | 6,6  |
| Gesamt                   | Gesamt                   | Gesamt                             | 81.001  | 100  |
|                          |                          |                                    |         |      |
| Ungültige Stimmen        | Ungültige Stimmen        | Ungültige Stimmen                  | 5.640   | 6,5  |
| Wähler                   | Wähler                   | Wähler                             | 86.641  | 92,6 |
| Wahlberechtigte          | Wahlberechtigte          | Wahlberechtigte                    | 93.588  |      |
|                          |                          |                                    |         |      |
| Quelle: Innenministerium |                          |                                    |         |      |

##### Listenstimmen
| Parteien                             | Parteien                        | Parteien                           | Stimmen | %    |
| ------------------------------------ | ------------------------------- | ---------------------------------- | ------- | ---- |
|                                      | Progressisti                    | Partito Democratico della Sinistra | 36.293  | 43,5 |
| Partito della Rifondazione Comunista | Progressisti                    | 8.580                              | 10,3    |      |
| Partito Socialista Italiano          | Progressisti                    | 1.996                              | 2,4     |      |
| Federazione dei Verdi                | Progressisti                    | 1.990                              | 2,4     |      |
| La Rete                              | Progressisti                    | 1.158                              | 1,4     |      |
| Alleanza Democratica                 | Progressisti                    | 989                                | 1,2     |      |
| ↳ Gesamt                             | Progressisti                    | 51.006                             | 61,2    |      |
|                                      | Polo delle Libertà              | Forza Italia                       | 11.105  | 13,3 |
| Lega Nord                            | Polo delle Libertà              | 1.509                              | 1,8     |      |
| ↳ Gesamt                             | Polo delle Libertà              | 12.614                             | 15,1    |      |
|                                      | Patto per l’Italia              | Partito Popolare Italiano          | 5.577   | 6,7  |
| Patto Segni                          | Patto per l’Italia              | 4.490                              | 5,4     |      |
| ↳ Gesamt                             | Patto per l’Italia              | 10.067                             | 12,1    |      |
|                                      | Alleanza Nazionale              | Alleanza Nazionale                 | 6.516   | 7,8  |
|                                      | Lista Marco Pannella            | Lista Marco Pannella               | 2.798   | 3,4  |
|                                      | Socialdemocrazia per le Libertà | Socialdemocrazia per le Libertà    | 279     | 0,3  |
|                                      | Insieme per lo Sviluppo         | Insieme per lo Sviluppo            | 90      | 0,1  |
| Gesamt                               | Gesamt                          | Gesamt                             | 83.370  | 100  |
|                                      |                                 |                                    |         |      |
| Ungültige Stimmen                    | Ungültige Stimmen               | Ungültige Stimmen                  | 3.271   | 3,8  |
| Wähler                               | Wähler                          | Wähler                             | 86.641  | 92,6 |
| Wahlberechtigte                      | Wahlberechtigte                 | Wahlberechtigte                    | 93.588  |      |
|                                      |                                 |                                    |         |      |
| Quelle: Innenministerium             |                                 |                                    |         |      |

#### Parlamentswahl 1996

##### Direktstimmen
| Kandidaten               | Kandidaten                 | Parteien            | Stimmen | %    |
| ------------------------ | -------------------------- | ------------------- | ------- | ---- |
|                          | Francesca Chiavaccigewählt | L’Ulivo             | 55.720  | 68,9 |
|                          | Carlo Bevilacqua           | Polo per le Libertà | 22.724  | 28,1 |
|                          | Aureliano Bruno            | Lega Nord           | 1.852   | 2,3  |
|                          | Ivo Pessina                | Partito Umanista    | 617     | 0,8  |
| Gesamt                   | Gesamt                     | Gesamt              | 80.913  | 100  |
|                          |                            |                     |         |      |
| Ungültige Stimmen        | Ungültige Stimmen          | Ungültige Stimmen   | 4.759   | 5,6  |
| Wähler                   | Wähler                     | Wähler              | 85.672  | 91,0 |
| Wahlberechtigte          | Wahlberechtigte            | Wahlberechtigte     | 94.143  |      |
|                          |                            |                     |         |      |
| Quelle: Innenministerium |                            |                     |         |      |

##### Listenstimmen
| Parteien                                          | Parteien                             | Parteien                             | Stimmen | %    |
| ------------------------------------------------- | ------------------------------------ | ------------------------------------ | ------- | ---- |
|                                                   | L’Ulivo                              | Partito Democratico della Sinistra   | 36.063  | 44,0 |
| Popolari per Prodi (PPI – SVP – PRI – UD – Prodi) | L’Ulivo                              | 4.037                                | 4,9     |      |
| Rinnovamento Italiano                             | L’Ulivo                              | 3.643                                | 4,4     |      |
| Federazione dei Verdi                             | L’Ulivo                              | 1.648                                | 2,0     |      |
| ↳ Gesamt                                          | L’Ulivo                              | 45.391                               | 55,4    |      |
|                                                   | Polo per le Libertà                  | Alleanza Nazionale                   | 9.804   | 12,0 |
| Forza Italia                                      | Polo per le Libertà                  | 9.397                                | 11,5    |      |
| CCD – CDU                                         | Polo per le Libertà                  | 3.052                                | 3,7     |      |
| ↳ Gesamt                                          | Polo per le Libertà                  | 22.253                               | 27,2    |      |
|                                                   | Partito della Rifondazione Comunista | Partito della Rifondazione Comunista | 10.270  | 12,5 |
|                                                   | Lega Nord                            | Lega Nord                            | 1.220   | 1,5  |
|                                                   | Lista Pannella – Sgarbi              | Lista Pannella – Sgarbi              | 1.177   | 1,4  |
|                                                   | Partito Socialista                   | Partito Socialista                   | 579     | 0,7  |
|                                                   | Fiamma Tricolore                     | Fiamma Tricolore                     | 392     | 0,5  |
|                                                   | Movimento Autonomista Toscano        | Movimento Autonomista Toscano        | 350     | 0,4  |
|                                                   | Partito Umanista                     | Partito Umanista                     | 128     | 0,2  |
|                                                   | Mani Pulite                          | Mani Pulite                          | 113     | 0,1  |
| Gesamt                                            | Gesamt                               | Gesamt                               | 81.873  | 100  |
|                                                   |                                      |                                      |         |      |
| Ungültige Stimmen                                 | Ungültige Stimmen                    | Ungültige Stimmen                    | 3.800   | 4,4  |
| Wähler                                            | Wähler                               | Wähler                               | 85.673  | 91,0 |
| Wahlberechtigte                                   | Wahlberechtigte                      | Wahlberechtigte                      | 94.143  |      |
|                                                   |                                      |                                      |         |      |
| Quelle: Innenministerium                          |                                      |                                      |         |      |

#### Parlamentswahl 2001

##### Direktstimmen
| Kandidaten               | Kandidaten              | Parteien           | Stimmen | %    |
| ------------------------ | ----------------------- | ------------------ | ------- | ---- |
|                          | Roberto Villettigewählt | L’Ulivo            | 53.491  | 65,7 |
|                          | Jacopo Alberti          | Casa delle Libertà | 23.642  | 29,0 |
|                          | Carlo Moscardi          | Lista Di Pietro    | 2.458   | 3,0  |
|                          | Matteo Mallardi         | Lista Emma Bonino  | 1.885   | 2,3  |
| Gesamt                   | Gesamt                  | Gesamt             | 81.476  | 100  |
|                          |                         |                    |         |      |
| Ungültige Stimmen        | Ungültige Stimmen       | Ungültige Stimmen  | 3.722   | 4,4  |
| Wähler                   | Wähler                  | Wähler             | 85.198  | 89,1 |
| Wahlberechtigte          | Wahlberechtigte         | Wahlberechtigte    | 95.613  |      |
|                          |                         |                    |         |      |
| Quelle: Innenministerium |                         |                    |         |      |

##### Listenstimmen
| Parteien                               | Parteien                             | Parteien                             | Stimmen | %    |
| -------------------------------------- | ------------------------------------ | ------------------------------------ | ------- | ---- |
|                                        | L’Ulivo                              | Democratici di Sinistra              | 30.690  | 37,4 |
| La Margherita (Dem – PPI – RI – Udeur) | L’Ulivo                              | 13.237                               | 16,1    |      |
| Partito dei Comunisti Italiani         | L’Ulivo                              | 1.811                                | 2,2     |      |
| Il Girasole (FdV – SDI)                | L’Ulivo                              | 1.401                                | 1,7     |      |
| ↳ Gesamt                               | L’Ulivo                              | 47.139                               | 57,4    |      |
|                                        | Casa delle Libertà                   | Forza Italia                         | 14.288  | 17,4 |
| Alleanza Nazionale                     | Casa delle Libertà                   | 8.170                                | 10,0    |      |
| CCD – CDU                              | Casa delle Libertà                   | 1.547                                | 1,9     |      |
| Nuovo PSI                              | Casa delle Libertà                   | 497                                  | 0,6     |      |
| Lega Nord                              | Casa delle Libertà                   | 385                                  | 0,5     |      |
| ↳ Gesamt                               | Casa delle Libertà                   | 24.887                               | 30,3    |      |
|                                        | Partito della Rifondazione Comunista | Partito della Rifondazione Comunista | 5.471   | 6,7  |
|                                        | Lista Di Pietro                      | Lista Di Pietro                      | 2.190   | 2,7  |
|                                        | Lista Emma Bonino                    | Lista Emma Bonino                    | 1.592   | 1,9  |
|                                        | Democrazia Europea                   | Democrazia Europea                   | 628     | 0,8  |
|                                        | Comunismo                            | Comunismo                            | 122     | 0,1  |
|                                        | Abolizione Scorporo                  | Abolizione Scorporo                  | 44      | 0,1  |
| Gesamt                                 | Gesamt                               | Gesamt                               | 82.073  | 100  |
|                                        |                                      |                                      |         |      |
| Ungültige Stimmen                      | Ungültige Stimmen                    | Ungültige Stimmen                    | 3.130   | 3,7  |
| Wähler                                 | Wähler                               | Wähler                               | 85.203  | 89,1 |
| Wahlberechtigte                        | Wahlberechtigte                      | Wahlberechtigte                      | 95.613  |      |
|                                        |                                      |                                      |         |      |
| Quelle: Innenministerium               |                                      |                                      |         |      |

## Von 2017 bis 2020

### Wahlkreisgebiet
| Wahlkreise – Camera dei deputati – Toskana | Wahlkreise – Camera dei deputati – Toskana | Wahlkreise – Camera dei deputati – Toskana |
| Provinz                                    | Provinz                                    | Gemeinden nach Provinzen ⮞ Wahlkreis |
| ------------------------------------------ | ------------------------------------------ | --- |
|                                            | Metropolitanstadt Florenz (42 Gemeinden)   | Teil von Florenz ⮞ Wahlkreis Florenz – Novoli – Peretola Teil von Florenz ⮞ Wahlkreis Florenz – Scandicci 15 ⮞ Wahlkreis Empoli 19 ⮞ Wahlkreis Sesto Fiorentino 3 ⮞ Wahlkreis Poggibonsi |
|                                            | Provinz Arezzo (37 Gemeinden)              | 30 ⮞ Wahlkreis Arezzo 5 ⮞ Wahlkreis Siena 2 ⮞ Wahlkreis Sesto Fiorentino |
|                                            | Provinz Grosseto (28 Gemeinden)            | alle ⮞ Wahlkreis Grosseto |
|                                            | Provinz Livorno (20 Gemeinden)             | 11 ⮞ Wahlkreis Livorno 9 ⮞ Wahlkreis Grosseto |
|                                            | Provinz Lucca (33 Gemeinden)               | 26 ⮞ Wahlkreis Lucca 5 ⮞ Wahlkreis Massa 2 ⮞ Wahlkreis Pistoia |
|                                            | Provinz Massa-Carrara (17 Gemeinden)       | alle ⮞ Wahlkreis Massa |
|                                            | Provinz Pisa (37 Gemeinden)                | 12 ⮞ Wahlkreis Pisa 25 ⮞ Wahlkreis Poggibonsi |
|                                            | Provinz Pistoia (20 Gemeinden)             | 17 ⮞ Wahlkreis Pistoia 2 ⮞ Wahlkreis Prato 1 ⮞ Wahlkreis Empoli |
|                                            | Provinz Prato (7 Gemeinden)                | alle ⮞ Wahlkreis Prato |
|                                            | Provinz Siena (35 Gemeinden)               | 30 ⮞ Wahlkreis Siena 5 ⮞ Wahlkreis Poggibonsi |

Der Wahlkreis umfasste 21 Gemeinden: 
- 19 Gemeinden der Metropolitanstadt Florenz (Barberino di Mugello, Borgo San Lorenzo, Calenzano, Campi Bisenzio, Dicomano, Fiesole, Firenzuola, Londa, Marradi, Palazzuolo sul Senio, Pelago, Pontassieve, Reggello, Rufina, San Godenzo, Scarperia e San Piero, Sesto Fiorentino, Vaglia und Vicchio);
- 2 Gemeinden der Provinz Arezzo (Castelfranco Piandiscò und Loro Ciuffenna).

### Wahlergebnisse

#### Parlamentswahl 2018
| Kandidaten               | Kandidaten                     | Stimmen | %    | Listen                                      | Stimmen | %    |
| ------------------------ | ------------------------------ | ------- | ---- | ------------------------------------------- | ------- | ---- |
|                          | Roberto Giachettigewählt       | 62.427  | 39,7 | Partito Democratico                         | 56.098  | 35,7 |
| +Europa                  | Roberto Giachettigewählt       | 62.427  | 39,7 | 4.634                                       | 2,9     |      |
| Italia Europa Insieme    | Roberto Giachettigewählt       | 62.427  | 39,7 | 1.105                                       | 0,7     |      |
| Civica Popolare          | Roberto Giachettigewählt       | 62.427  | 39,7 | 590                                         | 0,4     |      |
|                          | Manola Aiazzi                  | 39.529  | 25,1 | Lega                                        | 21.607  | 13,7 |
| Forza Italia             | Manola Aiazzi                  | 39.529  | 25,1 | 11.780                                      | 7,5     |      |
| Fratelli d’Italia        | Manola Aiazzi                  | 39.529  | 25,1 | 5.460                                       | 3,5     |      |
| Noi con l’Italia – UDC   | Manola Aiazzi                  | 39.529  | 25,1 | 682                                         | 0,4     |      |
|                          | Girolamo Coffari di Gilferraro | 37.303  | 23,7 | Movimento 5 Stelle                          | 37.303  | 23,7 |
|                          | Serena Pillozzi                | 10.171  | 6,5  | Liberi e Uguali                             | 10.171  | 6,5  |
|                          | Andrea Becattini               | 3.844   | 2,4  | Potere al Popolo!                           | 3.844   | 2,4  |
|                          | Sabrina Cristallo              | 1.772   | 1,1  | Partito Comunista                           | 1.772   | 1,1  |
|                          | Chiara Ambra Romano            | 1.176   | 0,7  | CasaPound Italia                            | 1.176   | 0,7  |
|                          | Luciano Collotto               | 713     | 0,5  | Il Popolo della Famiglia                    | 713     | 0,5  |
|                          | Francesco Vacca                | 340     | 0,2  | Per una Sinistra Rivoluzionaria (SCR – PCL) | 340     | 0,2  |
| Gesamt                   | Gesamt                         | 157.275 | 100  |                                             | 157.275 | 100  |
|                          |                                |         |      |                                             |         |      |
| Ungültige Stimmen        | Ungültige Stimmen              | 4.901   | 3,0  |                                             |         |      |
| Wähler                   | Wähler                         | 162.176 | 80,2 |                                             |         |      |
| Wahlberechtigte          | Wahlberechtigte                | 202.149 |      |                                             |         |      |
|                          |                                |         |      |                                             |         |      |
| Quelle: Innenministerium |                                |         |      |                                             |         |      |